# Saad Agouzoul
Saad Agouzoul (Marrakech, 10 de agosto de 1997) es un futbolista marroquí que juega de defensa en el A. J. Auxerre de la Ligue 1.
Durante la temporada 2019-20 tuvo la oportunidad de disputar la Liga de Campeones de la UEFA.

## Selección nacional
Agouzoul fue internacional sub-23 con la selección de fútbol de Marruecos.

## Clubes
| Club                          | País      | Año       |
| ----------------------------- | --------- | --------- |
| Kawkab de Marrakech           | Marruecos | 2017-2019 |
| Lille O. S. C.                | Francia   | 2019-2022 |
| Royal Excel Mouscron (cedido) | Bélgica   | 2020-2021 |
| F. C. Sochaux-Montbéliard     | Francia   | 2022-2023 |
| A. J. Auxerre                 | Francia   | 2023-     |
| Radomiak Radom (cedido)       | Polonia   | 2025      |